# Астор, Уильям Уолдорф, 1-й виконт Астор
Уильям Уолдорф Астор, 1-й виконт Астор (англ. William Waldorf Astor, 1st Viscount Astor; 31 марта 1848 — 18 октября 1919) — американо-английский адвокат, политик, владелец гостиницы, издатель и филантроп.

## Ранняя жизнь и образование
Уильям Уолдорф Астор родился 31 марта 1848 года в Нью-Йорке. Единственный сын американского финансиста и филантропа Джона Джейкоба Астора III (1822—1890) и Шарлотты Огасты Гиббс (1825—1887). Он учился в Германии и Италии под присмотром частных репетиторов и гувернантки.
В ранние годы взрослой жизни Астор вернулся в США и поступил в Колумбийскую юридическую школу, которую окончил со степенью бакалавра права в 1875 году. В 1875 году он был принят в коллегию адвокатов США. Некоторое время он работал в юридической фирме и управлял финансовыми и недвижимыми активами своего отца.

## Политика
После некоторого времени юридической практики, Уильям Астор подумал, что он нашел свое истинное призвание и возможность сделать себе имя за пределами состояния своей семьи, войдя в политическую сферу. В 1877 году, устремив взоры на Конгресс США, Астор вошел в политику Нью-Йорка как республиканец.
Он был избран членом Ассамблеи штата Нью-Йорк (округ Нью-Йорк, 11-й округ) в 1878 году и Сената штата Нью-Йорк (10-й округ) в 1880-1881 годах. Астора, вероятно, поддерживал глава республиканской машины штата Нью-Йорк Роско Конклинг, с которым была связана его семья.
В 1880 году Генеральная Ассамблея Мэриленда проголосовала за переименование Бинтауна в округе Чарльз, штат Мэриленд, в «Уолдорф» в его честь.
В 1881 году Уильям Астор потерпел поражение от Розуэлла Флауэра на выборах в Конгресс США. Вторая попытка занять это место также закончилась поражением. Его застенчивая натура не могла справиться с политическими нападками на его характер. Это был конец его политической карьеры. Пресса использовала его политические неудачи как пищу для резкой критики.
В 1882 году президент Честер Алан Артур назначил Уильяма Астора послом США в Италии, и этот пост он занимал до 1885 года. Он сказал Астору: «Иди и наслаждайся жизнью, мой дорогой мальчик».

## Переезд в Англию
После смерти отца в феврале 1890 года Уильям Астор унаследовал личное состояние, которое сделало его вторым самым богатым человеком в США. Экономисты в целом сходятся во мнении, что Джон Дэвисон Рокфеллер был самым богатым американцем того времени.
В 1890 году Астор инициировал строительство роскошного отеля Waldorf на месте своей бывшей резиденции. 13-этажный, он затмевал соседний особняк его тети, светской львицы Кэролайн «Лины» Шермерхорн Астор. Лина горько жаловалась на коммерческое заведение по соседству. Однако в 1897 году её сын Джон Джейкоб Астор IV убедил ее переехать и заменил их особняк на немного больший по высоте и ширине отель Astoria, который функционировал как расширение Waldorf; комплекс стал отелем Waldorf-Astoria.
Тем временем трения переросли в вражду. Тетя Лина также настаивала на том, что именно она, а не жена Уильяма Мэри, является миссис Астор в нью-йоркском обществе, как и тогда, когда этот титул принадлежал жене старшего брата ее мужа, Шарлотте Астор, когда она была жива.
В результате конфликта Уильям Астор переехал с женой и детьми в Англию. Он арендовал Лансдаун-хаус в Лондоне до 1893 года. В том же году он купил загородное поместье Кливден в Таплоу, Бакингемшир, у герцога Вестминстерского. В 1899 году Уильям Уолдорф Астор принял британское гражданство, что еще больше отдалило его от американской истории.
Чтобы скрыться от общественности, летом 1892 года Уильям Астор инсценировал собственную смерть, заставив своих сотрудников сообщить американским репортерам, что он умер, по-видимому, от пневмонии. Однако обман вскоре был раскрыт, и Астора высмеяли в прессе.
В 1895 году он построил готический особняк на лондонской набережной Виктории на Two Temple Place с видом на реку Темзу. Он поручил архитектору Джону Лафборо Пирсону спроектировать здание стоимостью 1,5 миллиона долларов, «зубчатую крепость Тюдоров», которую он использовал как офис для управления своими обширными владениями.
Уильям Астор сделал несколько деловых приобретений, пока жил в Лондоне. В 1892 году он купил Pall Mall Gazette, а в 1893 году основал Pall Mall Magazine. В 1911 году он приобрел The Observer, национальную газету. В 1912 году он продал Magazine, а в 1914 году подарил Gazette и The Observer, вместе со зданием на Ньютон-стрит и его содержимым, своему сыну Уолдорфу Астору.
В 1903 году он приобрел поместье Замок Хивер около Иденбриджа, Кент, примерно в 30 милях к югу от Лондона. Поместье площадью более 3500 акров имело в своем центре замок, построенный в 1270 году, где Анна Болейн жила ребенком. Астор вложил много времени и денег в реставрацию замка, построив то, что известно как «деревня Тюдоров», и создав озеро и роскошные сады. Он также добавил Итальянский сад (включая папоротник), чтобы продемонстрировать свою коллекцию скульптур и украшений.
В 1906 году он подарил своему старшему сыну Уолдорфу Астору и его новой невестке Нэнси Уитчер Лэнгхорн поместье Кливден, а также бриллиант Санси в качестве свадебных подарков. Нэнси Астор (так она стала называться после замужества) стала первой женщиной-членом парламента Великобритании.

## Филантропия и пэрство
Уильям Астор стал британским подданным в 1899 году. Он продолжил свою филантропическую деятельность, как и его отец. Среди благотворительных организаций, которые он поддерживал, были Больница для больных детей на Грейт-Ормонд-стрит (которой он пожертвовал 250 000 долларов в 1903 году); Университетский колледж Лондона (включая пожертвование в размере 20 000 фунтов стерлингов в 1902 году на профессорские должности); Фонд исследований рака; Оксфордский университет; Кембриджский университет; Национальное общество по предотвращению жестокого обращения с детьми; Британское общество Красного Креста; Мемориальный колледж Гордона, Хартум; Ассоциация семей солдат и моряков; и Женский мемориал королевы Виктории. Его пожертвования военным благотворительным организациям включали 125 000 долларов в Национальный фонд помощи принца Уэльского; аналогичную сумму в Фонд семей офицеров принцессы Луизы; 200 000 долларов в Британский Красный Крест; $25,000 в Комитет по трудоустройству королевы Марии; и похожую сумму в Фонд национальных оркестров лорд-мэра. Он ежегодно жертвовал $5,000 в Фонд госпиталя короля Эдуарда, начиная с его основания в 1897 году.
В знак признания его благотворительной деятельности 1 января 1916 года ему предложили и он принял титул пэра Соединённого королевства под титулом барона Астора. 3 июня 1917 года он был возведен в ранг виконта как виконт Астор. Это возвышение было спорным, поскольку некоторые считали, что богатый американец купил себе место в английской аристократии.

## Личная жизнь

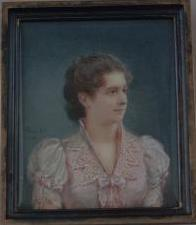
Мэри Дальгрен Пол (1858—1894), супруга 1-го виконта Астора

6 июня 1878 года Уильям Астор женился на Мэри Дальгрен Пол (1858 — 22 декабря 1894), дочери Джеймса Уильяма Пола. У супругов было пятеро детей:
- Уолдорф Астор, 2-й виконт Астор (19 мая 1879 — 30 сентября 1952), старший сын и преемник отца.
- Достопочтенная Полин Астор (24 сентября 1880 — 5 мая 1972), в 1904 году она вышла замуж за военного и политика Герберта Спендера-Клэя (1875—1937).
- Джон Рудольф Астор (28 сентября 1881 — 28 декабря 1881).
- Подполковник Джон Джейкоб Астор V, 1-й барон Астор из Хевера (20 мая 1886 — 19 июля 1971)
- Гвендолин Энид Астор (1889—1902).

## Смерть
18 октября 1919 года виконт Астор скончался от сердечной недостаточности в туалете дома в Брайтоне в Сассексе. Его прах был захоронен под мраморным полом семейной часовни Астор (также называемой Храмом Октагона) в Кливдене.